# Дьюри, Бакстер

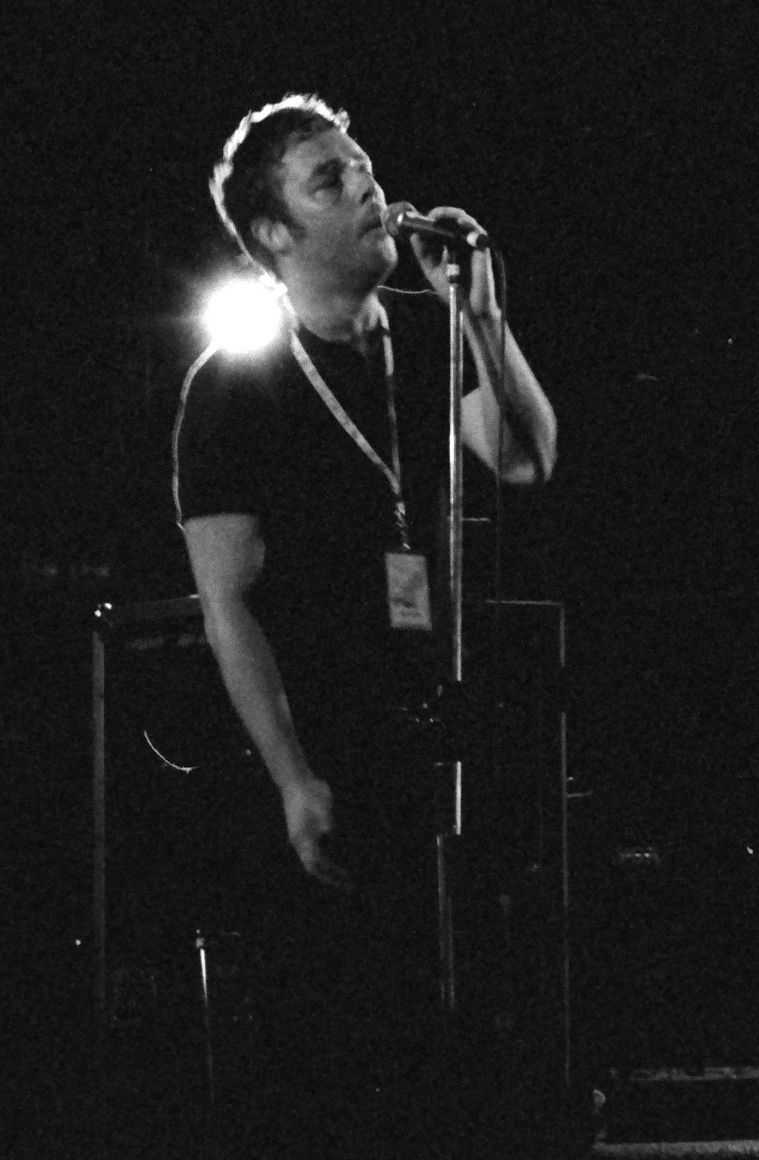
Бакстер Дьюри на фестивале Fuji Rock

Ба́кстер Дью́ри (Baxter Dury; род. 18 декабря 1971, Уингрейв, Бакингемшир, Англия) — британский музыкант. Бакстер, сын Иэна Дьюри, в пятилетнем возрасте появился на обложке альбома отца New Boots and Panties!!. В 14 лет он бросил школу.
Смерть отца в 2000 году побудила Бакстера заняться музыкой. Его дебютный мини-альбом Oscar Brown EP, выпущенный в 2002 году, был назван «записью недели» в журнале New Musical Express. Ранние работы были изданы звукозаписывающей компанией Rough Trade Records, в настоящее время у Дьюри подписан контракт с лейблом Parlophone. В 2002 году у него родился сын Космо Корда Дьюри, чья мать является правнучкой известного деятеля кино Золтана Корды.

## Дискография

### Альбомы
- Len Parrot’s Memorial Lift (2002)
- Floor Show (2005)
- Happy Soup (2011) (№ 110 в Великобритании)[4]

### Синглы и мини-альбомы
- Oscar Brown EP (2001)
- «Love in the Garden»
- «Claire» (2011)